# Conway (Washington)
Conway je obec v okrese Skagit v americkém státě Washington. V roce 2010 zde žilo 91 lidí a obec patřila do metropolitní oblasti Mount Vernon-Anacortes. Založili ji roku 1873 Thomas P. Jones a Charles Villeneuves. Všech 0,7 km² rozlohy obce tvoří souš. 84 % obyvatelstva obce tvořili roku 2010 běloši, 1 % Asiaté. Celkem 19 % obyvatel se hlásilo k hispánskému původu.
Místní děti navštěvují zdejší základní školu od mateřské školy do osmého ročníku. Maskotem školy je puma a jejími barvami jsou modrá a zlatá. Na každém ročníku jsou dva učitelé a v průměru 30 žáků na 1 učitele. Ve zdejším školním obvodu není žádná střední škola, takže musí rodiče poslat své dítě na střední školu v jednom ze sousedních školních obvodů. Nejčastěji se jedná o Mount Vernon High School, jelikož k ní existuje z obce přímé autobusové spojení. Alternativy se ale nabízí ve městech La Conner a Stanwood.